# Buzoeni, Călărași
Buzoeni este un sat ce aparține orașului Lehliu Gară din județul Călărași, Muntenia, România.